# Jim and Joe
Jim and Joe è un cortometraggio muto del 1911 diretto da Otis Turner.

## Produzione
Il film fu prodotto dalla Selig Polyscope Company

## Distribuzione
Distribuito dalla General Film Company, il film - un cortometraggio in una bobina - uscì nelle sale cinematografiche statunitensi il 25 maggio 1911.